# NGC 5876
NGC 5876 = IC 1111 ist eine Balken-Spiralgalaxie vom Hubble-Typ SBab im Sternbild Bärenhüter am Nordsternhimmel. Sie ist schätzungsweise 153 Millionen Lichtjahre von der Milchstraße entfernt und hat einen Durchmesser von etwa 105.000 Lj.

Im selben Himmelsareal befindet sich u. a. die Galaxie NGC 5874.
Das Objekt wurde am 11. Juni 1885 von Lewis A. Swift entdeckt. Diese Beobachtung enthielt jedoch einen Fehler von fast 5 Minuten in der Rektaszension, so dass seine zweite Beobachtung am 27. August 1888 unter IC 1111 zu einem Eintrag im Index-Katalog führte.